# ماكسيم ليستيين
ماكسيم ليستيين (بالفرنسية: Maxime Lestienne)‏ هو لاعب كرة قدم بلجيكي في مركز الجناح ولد في يوم 17 يونيو 1992 في مدينة موسكرون في بلجيكا، يلعب حالياً مع نادي جنوة في إيطاليا كمعار من نادي العربي القطري وسبق له اللعب مع نادي كلوب بروج ونادي موسكرون في بلجيكا ولعب مع منتخب بلجيكا تحت 21 سنة لكرة القدم.

## روابط خارجية
- ماكسيم ليستيين على موقع الاتحاد الأوربي (الإنجليزية)
- ماكسيم ليستيين على موقع الاتحاد البلجيكي (الإنجليزية)
- ماكسيم ليستيين على موقع قاعدة بيانات كرة القدم.إي يو (الإنجليزية)
- ماكسيم ليستيين على موقع Soccerbase.com (لاعب) (الإنجليزية)
- ماكسيم ليستيين على موقع Soccerway.com (الإنجليزية)
- ماكسيم ليستيين على موقع عالم كرة القدم.نت (الإنجليزية)
- ماكسيم ليستيين على موقع AS.com (الإسبانية)